# بخش آنوپور
بخش آنوپور (به انگلیسی: Anuppur district) یک منطقهٔ مسکونی در هند است که در Shahdol division واقع شده‌است. بخش آنوپور ۳٬۷۴۶ کیلومتر مربع مساحت و ۷۴۹٬۲۳۷ نفر جمعیت دارد.